# Kostel Narození Panny Marie (Prečín)
Kostel Narození Panny Marie je římskokatolický kostel v obci Prečín z roku 1637, barokně přestavěný v letech 1737-1798. Předsíň pochází z počátku 19. století.